# اسپلیتر فیبر نوری
اسپلیتر فیبر نوری، همچنین به اسپلیتر پرتو نیز معروف است، یک وسیله نوری پسیو است که می‌تواند یک پرتو نوری را به چند پرتو نوری تقسیم کند.
اسپلیتر نوری یک دستگاه پشتیبان فیبر نوری با تعداد زیادی ترمینال‌های ورودی و خروجی جهت اتصال MDF و تجهیزات ترمینال و شاخه سازی سیگنال نوری به ویژه برای شبکه نوری پسیو است (EPON, GPON, BPON, FTTX, FTTH, etc).

## انواع
اسپلیترهای فیبر نوری را می‌توان به دو دسته FBT (Fused Biconical Taper Splitter) و PLC (Planar Lightwave Circuit splitter) تقسیم کرد.

### اسپلیتر FBT
یکی از رایج‌ترین اسپلیترها است. اسپلیترهای FBT به‌طور کلی به‌طور گسترده در شبکه‌های پسیو مورد استفاده قرار می‌گیرند، به ویژه برای مواردی که پیکربندی تقسیم کوچکتر باشد x2, 1X4, 2x2, etc1.

### اسپلیتر PLC
PLC یکی یک فناوری جدیدتری است. اسپلیترهای PLC راه حل بهتری برای کاربردهای بزرگتر ارائه می‌دهند. موجبر با استفاده از لیتوگرافی بر روی بستر شیشه ای سیلیکا ساخته می‌شود، که امکان درصدهای خاص مسیریابی نوری را فراهم می‌کند. در نتیجه، اسپلیترهای PLC تقسیم‌هایی دقیق و با حداقل تلفات با بسته‌بندی کوچک فراهم می‌کنند.

### اسپلیترهای متعادل
اسپلیترهای متعادل (N*۲) از ۲ فیبر ورودی و N فیبر خروجی تشکیل شده‌اند که توان سیگنال نوری را به‌طور متناسب تقسیم می‌کنند. آنها عمدتاً برای افزونگی غیر همزمان استفاده می‌شوند.

## اصل نسبت تقسیم
تقسیم موج به معنی تقسیم یک پرتو نوری به چندین پرتو است. این پرتوهای ایجاد شده می‌تواند مساوی یا به نسبت دیگری باشد. اسپلیتر FBT از دو (یا بیشتر) پرتو نوری استفاده می‌کند. لایه پوشش فیبرها حذف شده‌است. هم‌زمان هر دو فیبر، تحت یک منطقه گرمایش کشیده می‌شوند تا به شکل یک مخروط مضاعف درآیند. به وسیلهٔ این ساختار ویژه موجبر، کنترل نسبت تقسیم از طریق کنترل طول کشش و زاویه چرخش فیبر فراهم می‌شود.
اسپلیتر PLC یک المان میکرو نوری است که از تکنیک‌های فتو لیتوگرافی استفاده می‌کند تا موجبر نوری را در بستر نیمه هادی برای تحقق عملکرد توزیع شاخه تشکیل دهد.

## مزایا و معایب
اسپلیتر FBT دارای مزایای قیمت کم، ساخته شده از مواد معمولی و نسبت تقسیم قابل تنظیم است. با این حال، تلفات آن وابسته به طول موج است، با یکنواختی ضعیف طیف همراه است و به دما حساس است.
اسپلیتر PLC: تلفات نسبت به طول موج حساس نیست، یکنواختی طیف بالاتر است، جمع و جور تر است و برای تقسیمات بیشتر هزینه کمتری دارد.